# 昌岗街道
昌岗街道，是中华人民共和国广东省广州市海珠区下辖的一个乡镇级行政单位。

## 行政区划
昌岗街道下辖以下地区：
穗花南社区、穗花北社区、昌岗东社区、晓港东社区、晓港中社区、晓西社区、青晖社区、晓园东社区、晓园新社区、跃进南社区、跃进北社区、细岗东社区、细岗西社区、江南大道南社区、海富花园社区、江南雅居社区、昌岗中社区、慎德里社区、汇源社区、朝圣社区、隔山社区和信和社区。